# Orchestre symphonique de Toledo
L'orchestre symphonique de Toledo  est un orchestre de musique classique situé à Toledo en Ohio. Il est la plus grande « ressource musicale pour la région ». Il se produit en Ohio, au Michigan et en Indiana. L'orchestre se produit régulièrement au Toledo Club, au Centre franciscain (en), au Stranahan Theater (en) et au musée d'art de Toledo

## Direction musicale
- Hans Lange (en) (1946-1949)
- Joseph Hawthorne (en) (1955–1963)
- Serge Fournier (1964–1979)
- Joseph Silverstein (en) (directeur par intérim 19791980)
- Yuval Zaliouk (en) (1980–1989)
- Ole Schmidt (intérim 1989-1991)
- Andrew Massey (1991–2002)
- Stefan Sanderling (2003–présent)